# I LOVE HIP HOP
「I LOVE HIP HOP」（アイ・ラヴ・ヒップホップ）とは、日本のバンド、Dragon Ashの6枚目のシングルで、同シングルの表題曲である。1999年5月1日に発売された。発売元はHAPPY HOUSE。

## 解説
5枚目のシングル「Grateful Days」との2作同日発売。
2020年2月21日、バンドの楽曲、ミュージック・ビデオ、ライブ映像のサブスクリプション型音楽配信サービス解禁に伴い3曲全てが同サービスにて視聴可能となった。

## 収録曲
編曲：Dragon Ash
1. I LOVE HIP HOP
  - 作詞・作曲:降谷建志/ Jake Hooker / Alan Merrill
2. Freedom of Expression
  - 作詞・作曲:降谷建志
3. The Theme of Motor Headphone
  - 作詞・作曲:馬場育三・桜井誠

### 楽曲解説
1. I LOVE HIP HOP
イギリスのバンド、Arrowsが1975年に発表した楽曲「I Love Rock'n Roll」をサンプリングしており、バンドが所属するレーベルのビクターエンタテインメントによるオフィシャルサイトのディスコグラフィには、同曲の名が挿入曲として表記されている[5]。バンドのオフィシャルサイトのディスコグラフィにも、同曲の名が「HIP HOPのアティチュードと方法論に対する深い愛を、ジョーン・ジェット『I LOVE ROCK'N ROLL』を彷彿とさせるリフレインに乗せてお届けするHIP HOP PUNK、バリバリのパーティ・チューン」として記載されている[1]。

## 収録アルバム
- 『Viva La Revolution』
  - 1999年7月23日に発売された、バンド3枚目のスタジオ・アルバム。「Freedom of Expression」が収録。なおこのアルバムには「I LOVE HIP HOP」のサビ部分を除く詞を流用した「Communication」という楽曲も収録されている。
- 『The Best of Dragon Ash with Changes Vol.1』
  - 2007年9月5日に発売された、バンド1枚目のベスト・アルバム。「I LOVE HIP HOP」と「Freedom of Expression」が収録。

## チャート記録
オリコンチャートにおいて、週間順位4位、200位圏内へのチャート登場回数16週、1999年度年間順位34位をそれぞれ記録。

## その他
同日発売の「Grateful Days」にフィーチャリングとして参加したラッパーのZEEBRA（現・Zeebra）からこの曲について苦言を呈されており、彼の自伝本『ZEEBRA自伝 HIP HOP LOVE』にて、この楽曲が彼が所属するヒップホップグループ、キングギドラの楽曲「公開処刑」の発表に至るまでの経緯の始まりと述べている。